# زلراین
زلراین (به آلمانی: Sellrain) یک منطقهٔ مسکونی در اتریش است که در اینسبروک لند واقع شده‌است. زلراین ۶۲ کیلومتر مربع مساحت دارد ۹۰۹ متر بالاتر از سطح دریا واقع شده‌است.